# Arbellara
Arbellara (korziško Arbiddara) je naselje in občina v francoskem departmaju Corse-du-Sud regije - otoka Korzika. Leta 2007 je naselje imelo 133 prebivalcev.

## Geografija
Kraj leži v jugozahodnem predelu otoka Korzike 16 km severno od Sartène.

## Uprava
Občina Arbellara skupaj s sosednjimi občinami Fozzano, Olmeto, Propriano, Santa-Maria-Figaniella in Viggianello sestavlja kanton Olmeto s sedežem v istoimenskem kraju. Kanton je sestavni del okrožja Sartène.